# オランダ時間
オランダでは標準時に中央ヨーロッパ時間（オランダ語: Midden-Europese Tijd、UTC+1）、夏時間に中央ヨーロッパ夏時間（オランダ語: Midden-Europese Zomertijd、UTC+2）が使用されている。夏時間は3月の最終日曜日の02:00（CET）から10月の最終日曜日の03:00（CEST）まで実施される。1909年から1940年まで、「アムステルダム時間」としてUTC+0:20が使用されていた。
カリブ海にあるオランダ王国の海外領土 (ボネール島、シント・ユースタティウス島、サバ島、アルバ、キュラソー、シント・マールテン)ではUTC-4が使用されている。

## IANA time zone database
tz databaseにおいて、オランダの標準時はzone.tabにEurope/Amsterdamとして含まれている。これは、ISO 3166-1 alpha-2の国コード "NL"を持つ領域を指す。また、オランダ王国の他の構成国についてもいくつかのエントリーがある。
| 国コード | 座標            | TZ                    | 注釈 | 協定世界時との差 | 夏時間 | 備考                      |
| -------- | --------------- | --------------------- | ---- | ---------------- | ------ | ------------------------- |
| NL       | +5222+00454     | Europe/Amsterdam      |      | +01:00           | +02:00 |                           |
| AW       | +1230−06958     | America/Aruba         |      | −04:00           | −04:00 | America/Curacaoへのリンク |
| CW       | +1211−06900     | America/Curacao       |      | −04:00           | −04:00 |                           |
| SX       | +180305−0630250 | America/Lower_Princes |      | −04:00           | −04:00 | America/Curacaoへのリンク |